# Programa de Basileia
O Programa de Basileia foi um projeto criado pela Organização Sionista Mundial, e aprovado no Primeiro Congresso Sionista em Basileia, Suíça, em 30 de agosto de 1897. Seu documento é considerado o texto fundador do movimento sionista, por estabelecer o objetivo e os métodos a serem implementados pelo movimento. Permaneceu em vigor por 54 anos, até ser substituído pelo Programa de Jerusalém, já depois da criação do Estado de Israel.

## História
No primeiro dia do Congresso (29 de agosto), foi criada uma comissão com o objetivo de elaborar uma proposta para o Programa de Basileia. O grupo escolhido foi composto por Max Nordau, Nathan Birnbaum, Sigmund Rosenberg, Alexander Minz e Saul Rafael Landau. Hermann Schapira e Max Bodenheimer foram incluídos na comissão porque eles haviam redigido anteriormente programas com propósitos similares, como o "Kölner Thesen". A comissão foi presidida por Max Nordau e elaborou a proposta ao longo de três encontros.
No dia seguinte, a proposta foi submetida à discussão dos delegados. Ela começava com o texto "O sionismo tem o objetivo de criar um lar para o povo judeu, garantido por lei, na Palestina". Seguiu-se uma discussão acalorada quanto à inclusão de uma garantia mais específica. Inúmeros delegados, incluindo Leo Motzkin, propuseram a troca de "por lei" (em alemão: rechtlich) por "pelo direito internacional" (völkerrechtlich). Theodor Herzl propôs então um formato que acabou sendo aprovado por unanimidade: "pelo direito público" (öffentlich-rechtlich). O texto final, aprovado naquela data, ficou assim:
O sionismo tem o objetivo de criar um lar para o povo judeu, garantido pelo direito público, na Palestina. Para atingir este objetivo, o Congresso considera os seguintes métodos:
1. Incentivar a colonização da Palestina por agricultores, artesãos e comerciantes judeus;
2. Organizar todo o Judaísmo em órgãos locais e gerais, de acordo com as leis de seus respectivos países;
3. Fortalecer do sentimento nacional judaico e da consciência nacional;
4. Implementar os meios necessários para a obtenção do consentimento de governos que possam promover a realização dos objetivos do sionismo.

Sem qualquer referência religiosa, o texto introduziu o sionismo como uma ideologia laica.